# Ken Kavanagh
Thomas Kenrick Kavanagh, detto Ken (Melbourne, 12 dicembre 1923 – Bergamo, 26 novembre 2019 ), è stato un pilota motociclistico australiano.

## Carriera
Fu il primo australiano vincitore di una gara del motomondiale dopo la vittoria nel GP dell'Ulster 1952 classe 350. Divenuto pilota ufficiale Moto Guzzi, dalla stagione 1954, vinse per la Casa di Mandello il GP del Belgio 1954, il GP d'Olanda 1955 e lo Junior TT 1956. Nello stesso anno portò al debutto la "8 cilindri GP" nella Coppa d'Oro Shell di Imola; dovette ritirarsi per un guasto al termometro dell'acqua, ma segnò il miglior tempo sul giro della gara.
Passato alla MV Agusta per la stagione 1957, il pilota australiano ruppe quasi subito i rapporti con la Casa di Cascina Costa. Provò quindi a dedicarsi alle quattro ruote: in Formula 1 partecipò alle qualifiche per il Gran Premio di Monaco 1958 dove, condividendo la sua Maserati con Luigi Taramazzo, tentò invano di qualificarsi per la gara. Nel Gran Premio del Belgio non poté prendere parte alla gara a causa della rottura del motore in prova.
Kavanagh ritornò alle due ruote nel 1959, con una Ducati 125 semiufficiale e con una Norton 500 privata: i migliori piazzamenti furono due quarti posti, al GP di Germania in 500 e al GP dell'Ulster in 125.
Stabilitosi a Bergamo, ivi muore il 26 novembre 2019.

## Risultati nel Motomondiale

### Classe 125
| 1959 | Classe | Moto   |    |     |   |   |   |   |   |  |  | Punti | Pos. |
| ---- | ------ | ------ | -- | --- | - | - | - | - | - |  |  | ----- | ---- |
| 1959 | 125    | Ducati | NE | Rit | - | 6 | 5 | 5 | 4 |  |  | 8     | 8º   |

| Legenda | 1º posto        | 2º posto            | 3º posto            | A punti      | Senza punti        | Grassetto – Pole position Corsivo – Giro più veloce |
| Legenda | Gara non valida | Non qual./Non part. | Ritirato/Non class. | Squalificato | '-' Dato non disp. | Grassetto – Pole position Corsivo – Giro più veloce |

### Classe 250
| 1953 | Classe | Moto       |   |   |    |   |    |   |   |   |   | Punti | Pos. |
| ---- | ------ | ---------- | - | - | -- | - | -- | - | - | - | - | ----- | ---- |
| 1953 | 250    | Moto Guzzi | - | - | NE | - | NE | - | - | - | 2 | 6     | 6º   |

| 1954 | Classe | Moto       |   |   |   |    |   |   |   |   |    | Punti | Pos. |
| ---- | ------ | ---------- | - | - | - | -- | - | - | - | - | -- | ----- | ---- |
| 1954 | 250    | Moto Guzzi | - | - | - | NE | 4 | - | - | - | NE | 3     | 13º  |

| Legenda | 1º posto        | 2º posto            | 3º posto            | A punti      | Senza punti        | Grassetto – Pole position Corsivo – Giro più veloce |
| Legenda | Gara non valida | Non qual./Non part. | Ritirato/Non class. | Squalificato | '-' Dato non disp. | Grassetto – Pole position Corsivo – Giro più veloce |

### Classe 350
| 1951 | Classe | Moto   |   |   |   |   |   |   |   |   |  | Punti | Pos. |
| ---- | ------ | ------ | - | - | - | - | - | - | - | - |  | ----- | ---- |
| 1951 | 350    | Norton | - | - | - | - | 3 | - | 2 | 2 |  | 16    | 4º   |

| 1952 | Classe | Moto   |   |     |   |   |   |   |   |    |  | Punti | Pos. |
| ---- | ------ | ------ | - | --- | - | - | - | - | - | -- |  | ----- | ---- |
| 1952 | 350    | Norton | 7 | Rit | 5 | - | 2 | 1 | - | NE |  | 16    | 5º   |

| 1953 | Classe | Moto   |   |   |   |    |   |   |   |   |    | Punti | Pos. |
| ---- | ------ | ------ | - | - | - | -- | - | - | - | - | -- | ----- | ---- |
| 1953 | 350    | Norton | 2 | 3 | 5 | NE | - | - | 2 | - | NE | 18    | 4º   |

| 1954 | Classe | Moto       |   |     |  |   |   |     |   |   |     | Punti | Pos. |
| ---- | ------ | ---------- | - | --- |  | - | - | --- | - | - | --- | ----- | ---- |
| 1954 | 350    | Moto Guzzi | - | Rit |  | 1 | - | Rit | 2 | 3 | Rit | 18    | 4º   |

| 1955 | Classe | Moto       |    |   |     |   |     |   |   |   |  | Punti | Pos. |
| ---- | ------ | ---------- | -- | - | --- | - | --- | - | - | - |  | ----- | ---- |
| 1955 | 350    | Moto Guzzi | NE | - | Rit | 5 | Rit | 1 | - | 3 |  | 14    | 4º   |

| 1956 | Classe | Moto       |   |   |     |     |     |     |  |  |  | Punti | Pos. |
| ---- | ------ | ---------- | - | - | --- | --- | --- | --- |  |  |  | ----- | ---- |
| 1956 | 350    | Moto Guzzi | 1 | 5 | Rit | Rit | Rit | Rit |  |  |  | 10    | 6º   |

| 1959 | Classe | Moto   |   |     |     |    |    |   |   |   |  | Punti | Pos. |
| ---- | ------ | ------ | - | --- | --- | -- | -- | - | - | - |  | ----- | ---- |
| 1959 | 350    | Norton | - | Rit | Rit | NE | NE | - | - | - |  | 0     |      |

| 1960 | Classe | Moto   |   |  |   |    |    |   |     |  |  | Punti | Pos. |
| ---- | ------ | ------ | - |  | - | -- | -- | - | --- |  |  | ----- | ---- |
| 1960 | 350    | Ducati | - |  | - | NE | NE | - | Rit |  |  | 0     |      |

| Legenda | 1º posto        | 2º posto            | 3º posto            | A punti      | Senza punti        | Grassetto – Pole position Corsivo – Giro più veloce |
| Legenda | Gara non valida | Non qual./Non part. | Ritirato/Non class. | Squalificato | '-' Dato non disp. | Grassetto – Pole position Corsivo – Giro più veloce |

### Classe 500
| 1951 | Classe | Moto   |  |  |     |  |  |  |   |     |  | Punti | Pos. |
| ---- | ------ | ------ |  |  | --- |  |  |  | - | --- |  | ----- | ---- |
| 1951 | 500    | Norton |  |  | Rit |  |  |  | 2 | Rit |  | 6     | 9º   |

| 1952 | Classe | Moto   |  |    |   |  |   |     |  |  |  | Punti | Pos. |
| ---- | ------ | ------ |  | -- | - |  | - | --- |  |  |  | ----- | ---- |
| 1952 | 500    | Norton |  | 32 | 3 |  | 2 | Rit |  |  |  | 14    | 6º   |

| 1953 | Classe | Moto   |     |   |   |    |   |   |     |  |     | Punti | Pos. |
| ---- | ------ | ------ | --- | - | - | -- | - | - | --- |  | --- | ----- | ---- |
| 1953 | 500    | Norton | Rit | 3 | 4 | NE | 4 | 1 | Rit |  | Rit | 18    | 4º   |

| 1954 | Classe | Moto       |  |     |    |   |     |   |     |   |   | Punti | Pos. |
| ---- | ------ | ---------- |  | --- | -- | - | --- | - | --- | - | - | ----- | ---- |
| 1954 | 500    | Moto Guzzi |  | Rit | AN | 2 | Rit | 4 | Rit | 6 | 2 | 16    | 3º   |

| 1955 | Classe | Moto       |     |  |   |  |  |  |  |  |  | Punti | Pos. |
| ---- | ------ | ---------- | --- |  | - |  |  |  |  |  |  | ----- | ---- |
| 1955 | 500    | Moto Guzzi | Rit |  | 3 |  |  |  |  |  |  | 4     | 12º  |

| 1959 | Classe | Moto   |  |    |   |     |     |    |  |  |  | Punti | Pos. |
| ---- | ------ | ------ |  | -- | - | --- | --- | -- |  |  |  | ----- | ---- |
| 1959 | 500    | Norton |  | NP | 4 | Rit | Rit | NE |  |  |  | 3     | 11º  |

| Legenda | 1º posto        | 2º posto            | 3º posto            | A punti      | Senza punti        | Grassetto – Pole position Corsivo – Giro più veloce |
| Legenda | Gara non valida | Non qual./Non part. | Ritirato/Non class. | Squalificato | '-' Dato non disp. | Grassetto – Pole position Corsivo – Giro più veloce |

## Risultati in Formula 1
| 1958 | Scuderia     | Vettura       |  |    |  |  |    |  |  |  |  |  |  | Punti | Pos. |
| ---- | ------------ | ------------- |  | -- |  |  | -- |  |  |  |  |  |  | ----- | ---- |
| 1958 | Ken Kavanagh | Maserati 250F |  | NQ |  |  | NP |  |  |  |  |  |  | 0     |      |

| Legenda | 1º posto     | 2º posto | 3º posto    | A punti         | Senza punti/Non class.  | Grassetto – Pole position Corsivo – Giro più veloce |
| Legenda | Squalificato | Ritirato | Non partito | Non qualificato | Solo prove/Terzo pilota | Grassetto – Pole position Corsivo – Giro più veloce |